# Tetranchyroderma dragescoi
Tetranchyroderma dragescoi är en djurart som tillhör fylumet bukhårsdjur, och som beskrevs av Bertil Swedmark 1967. Tetranchyroderma dragescoi ingår i släktet Tetranchyroderma och familjen Thaumastodermatidae. Inga underarter finns listade i Catalogue of Life.